# Капілярний метод неруйнівного контролю
Капілярний метод контролю (КМК) — метод неруйнівного контролю придатний лише для виявлення дефектів, які виникають на поверхні контрольованого об'єкта.

## Загальний опис
Метод заснований на проникненні спеціальних рідин — пенетранта — в порожнині поверхневих і наскрізних несуцільностей об'єкту контролю, і на вилученні рідини (пенетранта) з дефектів за допомогою спеціального покриття та у фіксуванні рідини (пенетранта). Глибина дефектів, які виявляються КМК, повинна значно перевищувати їх ширину. Якщо ширина поверхневого ушкодження більше його глибини (риска, подряпина), то легко заповнюється пенетрантом і так само легко видаляється з пошкоджень. Такі дефекти, як правило, КМК не виявляються.
КМК зазвичай використовують для виявлення дефектів, не видимих неозброєним оком. Його абсолютну чутливість визначають середнім розкриттям дефекту типу тріщин довжиною 3-5 мм, що виявляється із заданою імовірністю.
Індикаторні малюнки, які утворюються при контролі, або мають здатність люмінесціювати в ультрафіолетових променях, або мають забарвлення, викликану вибраним поглиначем (відбивачем) частини падаючих на них світлових променів. Лінії індикаторного малюнка мають ширину від 0,05 до 0,3 мм (на відстані найкращого зору це відповідає кутовий ширині від 15  до 1'30 ), контрасті яскравості 30-60 % і більше, а також високий колірний контраст. Це значно вище відповідних параметрів поверхневих дефектів, які виявляються візуально (кутовий розмір від 1 'до 10' ', яскравості контраст 0-5 %, колірний контраст відсутній).
При КМК ставлять наступні задачі: вияв дефекту, визначення направлення дефекту відносно конфігурації деталі, визначення розмірів і форми дефекту.
В процесі КМК здійснюється таке маркування дефектів: а — по кількості дефектів: А — одинарні дефекти, Б — множинні, В — суцільні дефекти;
б — по напрямку дефектів:|| - дефекти, паралельні напрямку вироби;
⊥ — дефекти, перпендикулярні напрямку вироби;
< — дефекти, розташовані під кутом до напрямку вироби.
Основними об'єктами КМ є не феромагнітні матеріали: лопатки турбін з нікелевих сплавів, в тому числі авіаційних турбін; титанові кріплення для літальних і космічних апаратів; литі деталі з кольорових металів для електроніки і систем автоматичного управління; деталі приладів і апаратів нафтової і хімічної промисловості.
КМ дозволяє діагностувати об'єкти контролю будь-яких розмірів і форм, виготовлених з чорних і кольорових металів і сплавів, пластмас, скла, кераміки, а також інших твердих не феррімагнітних матеріалів. При цьому виявляються такі дефекти, як тріщини, пористість тощо.
При КМ застосовують такі матеріали:
1. Як пенетрант — різні рідкі розчини, найчастіше на основі гасу(керосину), в який додаються барвники або люмінофори, що світяться під дією ультрафіолетового випромінювання. Наприклад, пенетрант «А» складається з 700 мл гасу, 300 мл бензину Б-70, 30 г темно-червоного барвника. Пенетрант «Е» складається з гасу (800 мл), бензолу (200 мл) і темно-червоного барвника. Існують пенетранти, у яких у керосин додані ацетон, бензин і барвник, або трансформаторне масло, скипидар і барвник, і ряд інших.
Люмінесцентні пенетранти являють собою суміші органічних розчинників, масел, гасу з добавками поверхнево активних речовин (ПАР) і люмінесцентних речовин.
2. Очищувальну рідина, яка призначена для видалення пенетранта з поверхні контрольованого об'єкта. Як очищувачі рідин використовуються вода, вода з додаванням ПАР, органічні розчинники, суміш масла з гасом і інші рідини. Наприклад, масло МК-8 — 65 %, толуол — 30 %, емульгатор ОП-7 — 5 %.
3. Гасник, який являє собою склад для усунення забарвлення або люмінесцентних залишків пенетранта без видалення його з контрольованої поверхні. Це, наприклад, вода з кальцинованої содою (гасник О201), спирт з поверхнево активною речовиною ОП-7 (гаситель О300) та інші речовини.
4. Агар-агар, крохмаль, Порошок окису магнію, суспензія каоліну в ацетоні і багато інших матеріалів, які адсорбують пенетрант, що проник в дефекти, і тим самим дозволяють фіксувати їх на поверхні контрольованого об'єкта.
Для виконання КНК застосовується наступна апаратура: 1 — ванни для миття і насичення вироби пенетрантом;
2 — шафи для сушіння виробів;
3 — пристрої для нанесення пенетранта;
4 оптичні пристрої для фіксації дефектів візуально, за допомогою фотозйомок і для опромінення пенетранта ультрафіолетовими променями в разі застосування люмінесцентних речовин.
Проникаючу рідину наносять на попередньо очищену поверхню деталей, щоб заповнити порожнини можливих поверхневих дефектів. Тривалість контакту рідини з поверхнею деталі залежить від фізичних властивостей рідини, характеру виявляються дефектів і способи заповнення рідиною порожнин дефектів.

### Капілярні дефектоскопи
Капілярний дефектоскоп являє собою сукупність приладів капілярного неруйнівного контролю. Капілярний контроль заснований на штучному підвищенні світлової і кольорової контрастності дефектної ділянки відносно неушкодженої. Методи капілярної дефектоскопії дозволяють виявляти неозброєним оком тонкі поверхневі тріщини та інші несуцільності матеріалу, що утворюються при виготовленні і експлуатації деталей машин. Порожнини поверхневих тріщин заповнюють спеціальними індикаторними речовинами (пенетрантами), проникаючими в них під дією сил капілярності. Для так званого люмінесцентного методу пенетранти складають на основі люмінофорів (гас, норіол та ін.) На очищену від надлишку пенетранта поверхню наносять тонкий порошок білого проявника (окис магнію, тальк і т. ін.), що володіє сорбційними властивостями, за рахунок чого частинки пенетранта витягуються з порожнини тріщини на поверхню, змальовують контури тріщини і яскраво світяться в ультрафіолетових променях. При так званому кольоровому методі контролю пенетранти складають на основі гасу з додаванням бензолу, скипидару і спеціальних фарбників (наприклад, червоної фарби).